# Cyrtodactylus malcomsmithi
Cyrtodactylus malcomsmithi este o specie de șopârle din genul Cyrtodactylus, familia Gekkonidae, ordinul Squamata, descrisă de Constable 1949. Conform Catalogue of Life specia Cyrtodactylus malcomsmithi nu are subspecii cunoscute.